# Kim Christensen (Fußballspieler, 1979)
Kim Christensen (* 16. Juli 1979 in Hvidovre) ist ein ehemaliger dänischer Fußballspieler. Der Torwart kam im Jahr 2009 zu einem inoffiziellen Länderspieleinsatz.

## Werdegang
Christensen begann mit dem Fußballspielen bei Rosenhøj BK. Für den Amateurklub debütierte er 1997 in der Männermannschaft. 2002 wechselte er in die zweitklassige 1. Division zu Hvidovre IF. Nachdem er mit dem Klub abgestiegen war, zog er zum Ligarivalen Nykøbing FA weiter. Hier blieb er wiederum eine Spielzeit, um sich zur Erstliga-Spielzeit 2004/05 dem FC Nordsjælland anzuschließen. Hier etablierte er sich als Stammspieler und verpasste nahezu kein Spiel für den Klub.
Im März 2008 verließ Christensen Dänemark und schloss sich dem schwedischen Klub IFK Göteborg an. Dort ersetzte er Bengt Andersson, der sein Karriereende angekündigt hatte, und unterschrieb einen Dreijahresvertrag. In der Allsvenskan-Spielzeit 2008 verpasste er als Stammtorhüter keine Spielminute und zog mit der Mannschaft ins Pokalfinale ein. Gegen den eine Woche zuvor gekrönten Meister Kalmar FF setzte sie sich im Elfmeterschießen durch, nachdem Christensen und sein Gegenüber Petter Wastå 120 Spielminuten ohne Gegentreffer geblieben waren. Sein einziges Länderspiele für die dänische Nationalmannschaft bestritt Christensen im Mai 2010 in einem Freundschaftsspiel gegen Senegal.
Während eines Spiels am 23. September 2009 gegen Örebro SK wurde auf Videoaufnahmen entdeckt, dass Christensen vor Beginn des Spiels beide Torpfosten mit dem Fuß nach innen versetzt hatte, um das Tor so kleiner zu machen. Erst nach 20 Spielminuten wurde Schiedsrichter Stefan Johannesson darauf aufmerksam gemacht und korrigierte daraufhin den Aufbau des Tors. Nach dem Spiel sagte Christensen in einem Interview, dass er in der Vergangenheit schon einige Male das Tor auf diese Weise verkleinert habe und dass dieser Trick vielleicht der Grund dafür sei, dass er ein so guter Torhüter sei.
Im Sommer 2010 wechselte Christensen zum dänischen Meister FC Kopenhagen und gewann jeweils zweimal die Meisterschaft und den Pokal. Im Jahr 2018 beendete er seine Karriere. 

## Erfolge
- Dänischer Meister: 2011, 2013
- Dänischer Pokalsieger: 2012, 2015
- Schwedischer Pokalsieger: 2008
- Schwedischer Supercup: 2008